# ぷりコール
ぷりコールは、かつてNTTドコモが提供していたプリペイド式携帯電話サービスである。

## 概要
ドコモグループが1999年5月に始めたプリペイド式携帯電話サービスである。当初は登録用のプリペイドカードを発行せず、ドコモショップなどで現金で通話料を登録する仕組みだった。1999年12月、専用プリペイドカード「ぷりコールカード」（現・モバイラーズチェック）の発売を開始し、プリペイドカードを購入して登録する他社と同様の方式となった。
NTTドコモ自身は、あまりプリペイド式携帯電話の販売に力を入れておらず、利用者から見ても他社よりコストパフォーマンスが悪いため、契約者数は2001年3月の21万契約を頂点に減少を続け、2005年1月時点では8万契約に落ち込んでいた。利用者の減少と、匿名性を利用した「振り込め詐欺」等への不適正利用が社会問題となっていることなどを踏まえ、2005年3月31日新規受付停止された。2011年11月末時点での残存契約数は約8400契約。
しかしながら、ここ最近市場飽和やMNPでの低迷も相まってドコモへの加入者が伸び悩んでおり、ポストペイだけでは加入者増加が見込めないことから、「ドコモはプリペイド携帯を復活させるべき」という声があがっている。
FOMAではなくPDCであるmovaを採用していることもあり、movaの停波となる2012年3月31日をもって、本サービスも終了した。なお、リチャージ用カードであるモバイラーズチェックは、ポストペイ契約でも利用可能なカードであるため、こちらはぷりコールの新規受付停止後も継続販売されていたが、ぷりコールの廃止やモバイラーズチェックサービス自体が「ドコモ ケータイ送金」等で代替可能であるとして、同時に販売停止した。
KDDI／沖縄セルラー電話連合(各auブランド)およびソフトバンクモバイルのプリペイド方式からのMNP転出については、各キャリアショップで直接手続きしその場で予約番号発行手数料が課される旨の説明が両社のWebサイト上にて示されているが、ドコモはぷりコール契約からのMNP転出について他社のような説明をWebサイト上に載せていない（2010年3月時点）。

## 利用できるサービス
- 音声通話
- WORLD CALL
- ショートメール（送信のみ）
- データ通信
- mopera - プロバイダ契約をせずにインターネットに接続できるサービス（ぷりコールはmoperaネットサーフィン、mopera Live!サービスに限る）
- 番号通知お願いサービス
- 公共モード
- 英語ガイダンス

## 提供端末
- SO601ps…SO206ベース
- D601ps…D207ベース
- F601ps…F207ベース
- N601ps…N207ベース
- P651ps…P209iベース（通常契約に変更すると、P209i同様にi-modeが使えた。）
- D211i
- R211i
- N831…ドッチーモN811ベースで、ポストペイドPHSとのデュアル契約用

## 利用料金
リチャージ用カードについては、モバイラーズチェックを参照。

### 国内通話料
時間帯・通話先・曜日により変動
- 一般電話への通話
  - 平日（昼間）： 5.5秒/10円
  - 平日（夜間）： 6.0秒/10円
  - 土曜・日曜・祝日： 7.0秒/10円
  - 深夜・早朝： 9.5秒/10円
- ドコモの携帯自動車電話、FOMA、衛星携帯自動車電話への通話
  - 平日（昼間）： 3.5秒/10円
  - 平日（夜間）： 6.0秒/10円
  - 土曜・日曜・祝日： 7.0秒/10円
  - 深夜・早朝： 9.5秒/10円
- 他の移動通信事業者の携帯・自動車電話への通話
  - 平日（昼間）： 3.5秒/10円
  - 平日（夜間）： 6.0秒/10円
  - 土曜・日曜・祝日： 7.0秒/10円
  - 深夜・早朝： 9.5秒/10円
- PHSへの通話
  - 平日（昼間）： 3.5秒/10円
  - 平日（夜間）： 4.5秒/10円
  - 土曜・日曜・祝日： 4.5秒/10円
  - 深夜・早朝： 4.5秒/10円

### TVコール
不可

### メール
- 送信： ドコモ宛ショートメールのみ可
- 受信： 不可